# Pietro di Donato
Pietro di Donato (* 3. April 1911 in West Hoboken, New Jersey; † 19. Januar 1992 in Stony Brook, Long Island) war ein italo-amerikanischer Schriftsteller, der vor allem durch seinen Roman Christus im Beton bekannt wurde.

## Leben
Pietro di Donato wurde als ältestes von acht Kindern des Maurers Geremio (Taufname: Geremia) di Donato und seiner Frau Annunziata Cinquina geboren. Seine Eltern waren aus Taranta Peligna bei Vasto in den Abruzzen in die USA eingewandert. Als Pietro di Donato elf Jahre alt war, verunglückte sein Vater am Karfreitag 1923 tödlich, als das Bauwerk, auf dem er arbeitete, einstürzte.

### Bauarbeiter in New York
Als ältester Sohn musste er 13-jährig die Schule verlassen, um seiner Mutter zu helfen, die Familie durchzubringen. Er verdingte sich – Freunde seines Vaters ermöglichten dies – als Maurergehilfe. Der Tod seiner Mutter wenige Jahre später machte ihn zum alleinigen Ernährer seiner sieben Geschwister. Weitere Arbeitsunfälle, bei denen sein Pate und ein Onkel umkamen, ließen ihn am katholischen Glauben seiner Kindheit zweifeln. Am Tag nach der Hinrichtung von Nicola Sacco und Bartolomeo Vanzetti trat er der Young Communist League bei, dem Jugendverband der Kommunistischen Partei der USA. Jahre später wandte er sich tief enttäuscht vom Kommunismus ab. Trotz der schweren körperlichen Arbeit besuchte er Abendkurse, um seine lückenhafte Schulbildung zu ergänzen. Ein Streik gab ihm Gelegenheit, eine Bücherei aufzusuchen, die Arbeitslosigkeit während der Weltwirtschaftskrise gab ihm die Zeit zum Lesen. So entdeckte er das Werk von Zola, Balzac und Turgenew und beschloss unter diesem Eindruck, selbst zu schreiben.

### Christus im Beton
1937 veröffentlichte Pietro di Donato in der Zeitschrift Esquire seine erste Kurzgeschichte: Christ in Concrete (Christus im Beton), der der tödliche Arbeitsunfall seines Vaters zugrunde liegt. Christ in Concrete wurde von Lesern und Kritikern begeistert aufgenommen, als Separatdruck aufgelegt und in mehrere Anthologien (u. a. Best Short Stories of 1938) aufgenommen.
Daraufhin entschloss sich Di Donato, die Kurzgeschichte, die darin zum ersten Kapitel wurde, zum gleichnamigen Roman auszubauen. Deutlich autobiographisch geprägt, schildert er den Alltag einer italienischen Einwandererfamilie im New York der 1920er Jahre. Der englische Titel Christ in Concrete lässt, wie Di Donato bei einer Lesung einmal bekannte, beide Deutungen offen: Er meint einerseits Christus in concrete = im Beton, gleichsam eingemauert – wie in einer modernen Kreuzigung – in die lebensgefährliche Arbeit, aus der es für die Bauleute keinen Ausweg gibt, „denn auf dieser Welt werden nur die Guten gekreuzigt“. Er meint andererseits Christus concrete = konkret, dessen Nachfolge die Arbeiter und ihre Familien in der gegenseitigen Hilfe verwirklichen.
Der Roman erschien 1939 und wurde ein überwältigender Erfolg, auch dank der Besprechungen in der New York Times; in Publishers Weekly, The Nation, New Republic und im Times Literary Supplement. Die Rezensionen hoben die außergewöhnliche Sprache hervor, die „Lyrik eines gesprochenen Italienisch in englischer Schriftsprache“, ebenso die eindringliche Beschreibung der Lebensumstände in den Einwanderervierteln von New York, wie sie nie zuvor literarisch dargestellt worden waren. Die Erstauflage von 200.000 Exemplaren war binnen weniger Wochen ausverkauft; nach wenigen Monaten die Millionengrenze überschritten. Christus im Beton wurde in 19 Sprachen übersetzt.

### Freier Schriftsteller
Der Erfolg seines ersten Romans gestattete es Pietro di Donato, seine Arbeit als Maurer aufzugeben und als freier Schriftsteller zu leben. 1941 wurde sein Einakter The Loves of Annunziata über die Liebesgeschichte seiner Eltern uraufgeführt und in die Anthologien American Scenes und Best One-Act Plays of 1941 aufgenommen. Im Folgejahr, nach dem Eintritt der USA in den Zweiten Weltkrieg, verweigerte er den Kriegsdienst aus Gewissensgründen und tat als Waldarbeiter Dienst in einem von Quäkern betreuten Lager in Cooperstown. Dort lernte er Helen Dean kennen; sie heirateten 1943 und zogen nach Setauket, Long Island.
Di Donato gelang es nicht, den Erfolg seines Erstlingswerkes zu wiederholen. Zwischen 1941 und 1958 veröffentlichte er lediglich Erzählungen in Zeitschriften. Die hohen, von Christ in Concrete geweckten Erwartungen lähmten ihn. Erst 1958, 19 Jahre nach Christ in Concrete, erschien sein zweiter Roman: This Woman (deutsch: Lust will Ewigkeit), der an die mit Christ in Concrete begonnene Familiengeschichte anknüpft, und 1960 als Three Circles of Light der dritte Teil der Familiensaga, der in die Jahre vor Geremios Unfall 1923 zurückreicht. Three Circles of Light wurde unter dem Titel Das Fest des Lebens von Arno Schmidt, der Pietro di Donato schätzte, übersetzt.
Anfang der 1960er Jahre fand Pietro di Donato zum katholischen Glauben zurück. Davon zeugen zwei hagiographische Werke: Immigrant Saint (1960) über Franziska Xaviera Cabrini, die erste US-Amerikanerin, die heiliggesprochen wurde, und The Penitent (1962) über die hl. Maria Goretti und die Reue und Läuterung ihres Mörders. Die letzte Arbeit Di Donatos, die große Beachtung fand, war seine auf monatelangen Recherchen in Italien beruhende Reportage Christ in Plastic (1978) über die Entführung und Ermordung Aldo Moros, aus der auch sein Theaterstück Moro hervorging.
In seinen letzten Lebensjahren erfuhr Pietro di Donato die Genugtuung einer „Wiederentdeckung“ seines Werkes. Anlass gaben das wachsende Interesse zum einen an „ethnischer“ Literatur (Literatur ethnischer Gruppen der USA) und zum anderen an „proletarischer“ Literatur, insbesondere an „blue-collar novels“ (Romanen von Arbeitern).

## Literarische Bedeutung
Pietro di Donato zählt zu den US-Autoren, die die bis weit ins 20. Jahrhundert vorherrschende Blickrichtung auf die Welt der Einwanderer und der Arbeiterschaft wendeten: vom Schreiben über sie (mit allen Klischees) hin zur Innenansicht. „Keinen Dichter gab es, der den Rhythmus der Seelen vom Stein maß, keinen Künstler, den sauren Schweiß von Christenmenschen zu malen, wie er sich mit rotem Ziegel und grauem Mörtel vermischte.“ Christ in Concrete gilt heute als „American classic“ und gehört zum Kanon des Studiums der amerikanischen Literatur im 20. Jahrhundert.
In Italien wurde in Erinnerung an Pietro di Donato anlässlich seines 100. Geburtstages der Premio Pietro Di Donato gestiftet. Damit werden journalistische Beiträge gewürdigt, die sich durch Zivilcourage auszeichnen und die Aufmerksamkeit auf prekäre Arbeitsbedingungen lenken.

## Werke

### Erstausgaben
- Christ in concrete. 1939
- This Woman. 1958
- Three Circles of Light. 1960
- Immigrant Saint. The Life of Mother Cabrini. 1960
- The Penitent. 1962
- Naked Author. 1970
- The American Gospels. 2000 (aus dem Nachlass)

### Romane in deutscher Übersetzung
- Lust will Ewigkeit. Zsolnay, Hamburg 1960
- Christus im Beton. Zsolnay, Hamburg 1961
- Das Fest des Lebens. Nannen, Hamburg 1962

## Filme
- Christ in Concrete ist die Vorlage für den Spielfilm Give Us This Day (Haus der Sehnsucht) von Edward Dmytryk.[16]
- Stefano Falco zeichnete 2006 Leben, Werk und Wirkung des „Schriftsteller-Maurers“ in seinem Dokumentarfilm Pietro Di Donato, lo scrittore muratore nach.